# Hjällen
Hjällen är ett naturreservat i Hörby kommun.
Hjällen är namnet på den bergsknalle som finns längst västerut i naturreservatet. Hjällen består till största delen av bokskog. Stora delar av Hjällen är endast i liten grad påverkad av skogsbruk. Detta gör att skogen har en varierad ålder där de äldsta träden är över 150 år gamla. Förekomsten av död ved i form av lågor, högstubbar och stående döda träd gör att det finns många arter av sällsynta insekter, lavar och svampar. I reservatets centrala del finns en svagt välvd mosse som är omgiven av ett kärr med klibbal och björk. Området har en höjdskillnad från cirka 115 m ö.h. i nordost till cirka 150 m ö.h. på Hjällens topp där urberget bryter fram.

## Flora och fauna

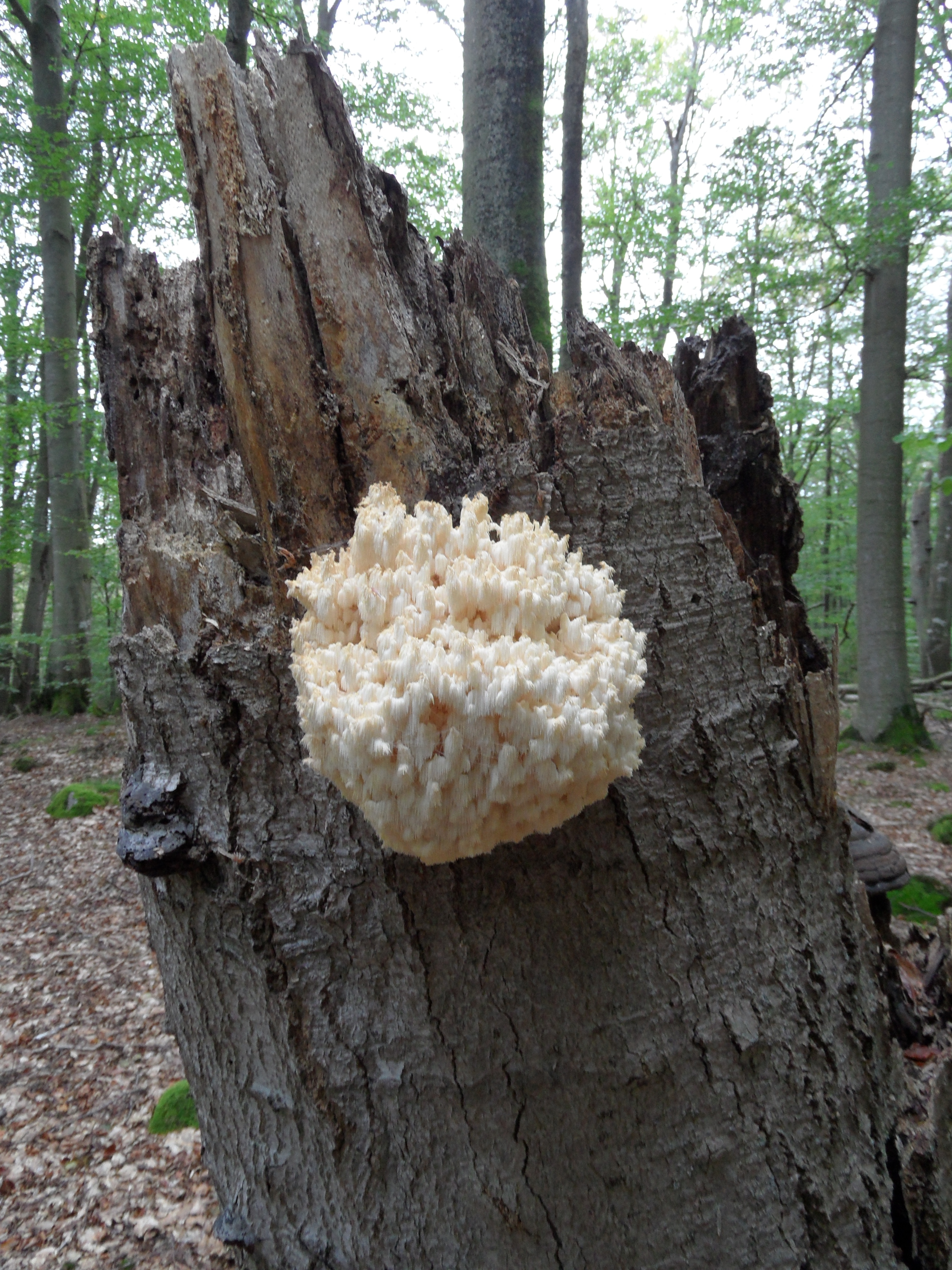
En högstubbe med svamp.

Floran i naturreservatet är mycket rik på rödlistade arter, dessa är markerade med sin status inom parentes efter namnet.
I bokskogen av ristyp finns förutom bok även asp, björk, ek, gran, lind och sälg. Ett stort antal kryptogamer som bokvårtlav(NT), grynig lundlav(NT), havstulpanlav, koralltaggsvamp(NT), lunglav (NT), orangepudrad klotterlav(NT), rosa lundlav(NT) och stiftklotterlav(VU) finns i skogen. Av insekter finns arter som brun vedborre(NT), getinglik svampmygga(NT), gulhornad gaddbagge(NT), Phloeophagus lignarius(NT), Plectophloeus nubigena(NT), Stephostethus alternans(NT) och svartbrun brunbagge(NT)
På sydvästra sluttningen av Hjällen växer örter som gulplister och harsyra. Av insekter finns arter som bokborre(NT), Carphacis striatus(VU), gråbandad trägnagare(NT), Eucnemis capucina(VU) och Platycis cosnardi(VU). Lavar är representerade av arter som bokkantlav(NT), blek kraterlav(NT), liten blekspik(NT), liten lundlav(NT), klosterlav(NT), savlundlav(VU) och stor knopplav(NT). Av mossor finns exempelvis platt fjädermossa och stenporella.
På mossen finns arter som flytvitmossa, ljung, praktvitmossa, purpurvitmossa, rostvitmossa, rubinvitmossa och tuvull.
I kärret kring mossen växer björk, falsk vitmossa, granvitmossa, klibbal och kärrbräken.

## Historik
I området finns ett stort antal både äldre och yngre röjningsrösen i tre olika varianter. De äldsta röjningsrösena är sannolikt från äldre järnåldern, vilket gör att huvuddelen av reservatets norra del är klassat som fossil åkermark. I reservatet finns även ett flertal stenmurar som visar att området användes för jordbruk fram till 1800-talet. På skifteskartan från 1842 benämns området som "Afrösningsjord", vilket var ett begrepp för mark som inte var odlingsvärd. På den ekonomiska kartan från 1915 är större delen trädbevuxet, vilket bekräftas av flygbilder över området från 1947.
Hjälle är ett gammalt ord för "något upphöjt".

## Vägbeskrivning
Från E22 på trafikplats 30 vid Hörby svänger man av norrut mot Södra Rörum. Efter 5,7 km ligger naturreservatet på vänster sida (väster) om vägen.